# Melpomene allosuroides
Melpomene allosuroides är en stensöteväxtart som först beskrevs av Eduard Rosenstock, och fick sitt nu gällande namn av Alan Reid Smith och R. C. Moran. Melpomene allosuroides ingår i släktet Melpomene och familjen Polypodiaceae. Inga underarter finns listade.